# Črmošnjice pri Stopičah
Črmošnjice pri Stopičah je naselje u slovenskoj Općini Novom Mestu. Črmošnjice pri Stopičah se nalazi u pokrajini Dolenjskoj i statističkoj regiji Jugoistočnoj Sloveniji. 

## Stanovništvo
Prema popisu stanovništva iz 2002. godine naselje je imalo 355 stanovnika.